# Østen Bergøy
Østen Bergøy (6 luglio 1970) è un cantante e baritono norvegese, ex-voce della gothic metal band Tristania.

## Biografia
Nei primi tre album della band Østen si esibì come cantante ospite, per poi diventare membro fisso del gruppo poco dopo la registrazione di World of Glass. Da allora è stato il principale cantante e compositore di testi della band. I suoi brani sono soliti parlare di religione, odio, speranza e amore.
Il 19 agosto 2010, in concomitanza con l'uscita dell'album Rubicon, la band annuncia l'abbandono dei Tristania da parte del cantante Østen Bergøy a causa di ragioni familiari, ritenendo egli di non poter far fronte agli impegni familiari, dati dalla nascita di due gemelli, essendo contemporaneamente impegnato nella band.
Dal 2015 ha iniziato a cantare con un nuovo progetto musicale chiamato Long Night.